# 石川茂吉
石川 茂吉（いしかわ もきち、1872年〈明治5年〉11月29日 - 没年不明）は、日本の政治家、地主・家主。

## 人物
農業を営み、西巣鴨町町会議員、衛生委員、同町教育会評議員、青年団名誉会員、共賛会委員、氏神氷川神社総代、重林寺総代である。住所は東京府北豊島郡西巣鴨町字池袋。

## 家族
父・瀧之進は池袋村の村長や、1889年6月5日より1891年9月5日まで巣鴨村助役をつとめた。